# Isolaat (geurstof)
Een isolaat is een geurstof die geïsoleerd is uit een natuurlijke samengestelde geurstof.
Isolaten werden vooral gebruikt in die gevallen dat er geen synthetische geurstof beschikbaar was, tegenwoordig zijn alle gebruikelijke isolaten ook synthetische beschikbaar. Evengoed worden isolaten nog steeds wel gebruikt in natuurlijke parfums, waarin synthetische stoffen taboe zijn.
Een andere reden waarom isolaten nog steeds gebruikt worden is dat de geur van een isolaat en het synthetische product afwijken. Deze afwijking wordt veroorzaakt door kleine hoeveelheden andere stoffen die door het isolatieproces of de synthese achterblijven of ontstaan.
In de handel wordt bij een isolaat aangegeven uit welke natuurlijke stof het isolaat is gewonnen. Linalool ex rozenhout is bijvoorbeeld linalool welke uit etherische olie van rozenhout wordt gewonnen.
Veelgebruikte isolaten zijn:
- geraniol ex palmarosa
- linalool ex ho-blad
- rhodinol ex geranium